# Quincy Crew
Quincy Crew — североамериканская команда, первоначально собранная для участия в Dota Pro Circuit 2018/19. Позже команда была реформирована, чтобы участвовать в Dota Pro Circuit 2019/20. Самым значимым достижением команды является участие в 1/8 финала The International 10.

## История
Quincy Crew была сформирована в августе 2018 года бывшими участниками VGJ.Storm после The International 2018. Четверо из пяти членов команды, а также менеджер KBBQ и тренер Aui_2000 собрали состав для нового сезона DPC. Из него только UNiVeRsE был новым игроком в команде, заменившим Sneyking. Несколько недель спустя команду взяла под крыло совершенно новая североамериканская организация Forward Gaming.
В июле следующего года Forward Gaming прекратила свою деятельность, несмотря на то что команда успешно прошла квалификацию на The International 2019. Команда была готова снова сыграть под тегом Quincy Crew, однако на время TI их подобрала китайская организация Newbee.
После TI 2019 трое из пяти членов Newbee объединились, чтобы реформировать Quincy Crew. Бывший капитан SVG также вышел из отпуска, и список пополнился бразильским оффлейнером Lelis. В ноябре того же года киберспортивный клуб Chaos взял этот состав. Однако это партнерство будет относительно коротким, так как команда покинула организацию в марте 2020 года. С тех пор они отказались вступать в какие-либо киберспортивные организации, решив оставаться независимыми.
QC смог обеспечить себе место на The International 2021, заняв четвёртое место в сезоне DPC 2021 года. К сожалению, слабый старт на групповом этапе, от которого команда не смогла оправиться, привел к разочаровывающе раннему выходу из TI 2021. В следующем сезоне команда была реформирована вокруг своих позиций номер один и два, Quinn и YawaR, к которым присоединился их тренер по TI KheZu, который взял на себя обязанности капитана. В состав также вошли MiLAN и ponlo, занявшие четвертую и пятую позиции соответственно.
Заняла третье место в сезоне DPC 2021/2022. Команда прошла в 1/8 финала нижней сетки The International 10.

## Бывший Состав
| Активная команда | Активная команда   | Активная команда | Активная команда |
| ID               | Имя                | Позиция          | Дата вступления  |
| ---------------- | ------------------ | ---------------- | ---------------- |
| YawaR            | Yawar Hassan       | 1                | 2021-11-04       |
| Quinn            | Quinn Callahan     | 2                | 2021-11-04       |
| KheZu            | Maurice Gutmann    | 3                | 2021-11-04       |
| MiLAN            | Milan Kozomara     | 4                | 2021-11-04       |
| ponlo            | Remus Goh Zhi Xian | 5                | 2021-11-04       |